# Gliese 581 b
Gliese 581 b is een exoplaneet die om de rode dwerg Gliese 581 cirkelt. De planeet bevindt zich in het sterrenbeeld Weegschaal, ongeveer op 20,4 lichtjaar van de Aarde verwijderd.

## Ontdekking
De planeet is ontdekt door een team van Franse en Zwitserse astronomen die hun ontdekkingen openbaar maakten op 30 november 2005, als de ontdekking van een van de lichtste exoplaneten die ooit gevonden is, met de gevolgtrekking dat deze planeten meer voorkomen rond de kleinste sterren. Het was de vijfde planeet die gevonden werd rond een rode dwerg, na Gliese 876 en Gliese 436. Gliese 229 b is een bruine dwerg. Evenals Gliese 436 b heeft Gliese 581 b een vergelijkbare massa met die van Neptunus.
De planeet werd ontdekt met gebruikmaking van het HARP instrument op de Europese Zuidelijke Sterrenwacht, de telescoop met een spiegeldiameter van 3,6 meter in het La Silla Observatorium
in Chili. Hierbij werd de radiële snelheid-techniek gebruikt, waarbij de grootte en massa van een planeet worden vastgesteld op basis van de storingen die de baan van de moederster induceert via de zwaartekracht.
De astronomen publiceerden hun resultaten in een brief aan de redacteur van Astronomy and Astrophysics.

## Baan en massa
Gliese 581 b heeft ongeveer 0,056 maal de massa van de Jupiter (zeventienmaal de massa van de Aarde wat vergelijkbaar is met de massa van Neptunus).
Gliese 581 b zweeft relatief dicht bij Gliese 581 en vervult een volledige baan in slechts in een omlooptijd van 5,4 dagen in zijn gemiddelde afstand van ongeveer 6 miljoen km (0,041 AU). Dit impliceert dat de planeet te maken heeft met hoge temperaturen, vergelijkbaar met Mercurius, tegen 150 °C. Ter vergelijking, Mercurius kent een afstand tot de zon van 58 miljoen km (0.387 AU) en vervult een baan in 88 dagen.